# Acheronodon garbani
Acheronodon garbani és una espècie extinta de mamífer multituberculat que visqué durant el Paleocè a Nord-amèrica. Se sap de l'espècie Acheronodon garbani pels fòssils oposats en les formacions de Tullock a Montana (Estats Units), i uns altres possibles espècimens en Pourcopine Hills a Alberta (Canadà). L'holotip fou descobert a Montana.